# Oncinocalyx
Oncinocalyx  é um gênero botânico da família Lamiaceae.

## Espécie
- Oncinocalyx betchei

## Nome e referências
Oncinocalyx F.Muell., 1883